# Motor Launch
Motor Launches (deutsch etwa: Motorbarkassen, abgekürzt: M.L.) waren kleine Militärschiffe im Dienst der Royal Navy. Sie wurden vor allem für die Hafenverteidigung und die U-Boot-Jagd entwickelt. Ähnliche Schiffe wurden von der Royal Air Force für bewaffnete Hochgeschwindigkeitsrettungen von Piloten und Flugzeugbesatzungen vom offenen Meer eingesetzt. Auch einige Schiffe der Wasserschutzpolizei wurden als Motor Launches bezeichnet. Motor Launches waren langsamer als Motortorpedoboote und Motorkanonenboote.

## Dienst im Ersten Weltkrieg
Obwohl sie für Marinestandards klein waren, waren sie größer als die vorhergehenden dampf- oder dieselbetriebenen Hafenboote mit 56 Fuß und die Küstenmotorboote mit 40 und 55 Fuß Länge. Die ersten Motor Launches wurden im Ersten Weltkrieg in Dienst gestellt. Dabei handelte es sich um fünfhundertachtzig 80 Fuß (24 m) lange Schiffe, die von der US-amerikanischen Firma Elco für die Admiralität gebaut wurden und die Nummern ML-1 bis ML-580 erhielten. Sie dienten zwischen 1916 und Kriegsende bei der Royal Navy und halfen bei der Verteidigung der britischen Küste vor deutschen U-Booten. Einige der frühesten Exemplare, darunter ML 1, waren ab Juni 1916 auch im Persischen Golf im Einsatz. Nach dem Waffenstillstand vom 11. November 1918 war eine Flottille von 12 Motor Launches der Royal Navy auf dem Rhein als Rheinpatrouillenflottille (englisch Rhine Patrol Flotilla) eingesetzt. Das einzige bekannte noch erhaltene Exemplar einer Motor Launch aus der Zeit des Ersten Weltkriegs ist die ML-286, die heute in schlechtem Zustand am Ufer der Themse liegt.

## Typen im Zweiten Weltkrieg

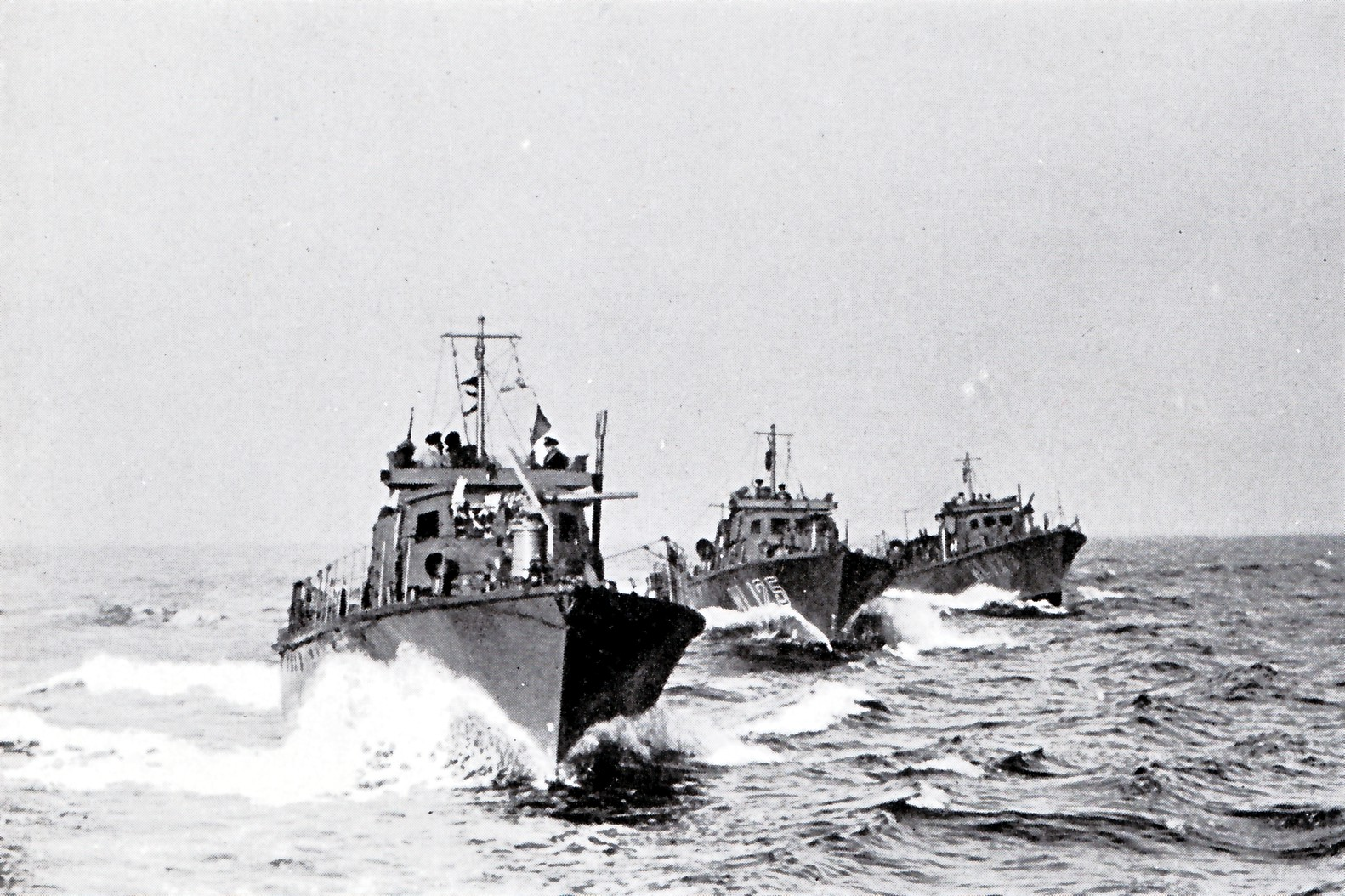
Fairmile B Motor Launches der Norwegischen Seestreitkräfte vor Dover ca. 1940–1941.

| Typ                                                            | Länge         | Verdrängung | Geschwindigkeit     | Bauzeitraum | Gebaut | Verluste | Einsatzzweck |
| -------------------------------------------------------------- | ------------- | ----------- | ------------------- | ----------- | ------ | -------- | --- |
| Fairmile A motor launch                                        | 110 ft (34 m) | 57 t        | 25 Knoten (46 km/h) | 1939        | 12     |          | U-Jagd, später Minen                                                                                              |
| Fairmile B motor launch                                        | 112 ft (34 m) | 85 t        | 20 Knoten (37 km/h) | 1940–45     | 1,284  |          | U-Jagd, weitere Rollen, darunter Suche und Rettung in Luft- und Seenotfällen                                      |
| Harbour defence motor launch                                   | 72 ft (22 m)  | 54 t        | 12 Knoten (22 km/h) | 1940–45     | 486    | 47       | Hafenverteidigung, U-Jagd                                                                                         |
| British Power Boat Company Type Two 63 ft HSL sog. "Whaleback" | 63 ft (19 m)  | 21,5 t      | 36 Knoten (67 km/h) | 1940–42     | 70     |          | Suche und Rettung in Luft- und Seenotfällen von abgeschossenen RAF-Flugzeugbesatungen, insbesondere im Ärmelkanal |